# Nemomydas melanopogon
Nemomydas melanopogon är en tvåvingeart som beskrevs av Steyskal 1956. Nemomydas melanopogon ingår i släktet Nemomydas och familjen Mydidae.
Artens utbredningsområde är Florida. Inga underarter finns listade i Catalogue of Life.